# Gobernación de Seis de Octubre

Localización de la Gobernación 6 de octubre en el mapa político de Egipto.

6 de octubre (en idioma árabe: أكتوبر 6) era una de las veintinueve gobernaciones de la República Árabe de Egipto. Fue creada en abril de 2008 y disuelta en abril de 2011.
Estaba situada al oeste del valle del Nilo, al sur del Delta y al norte de la gobernación de El Fayum, en el desierto occidental. 
6 de octubre fue declarada nueva gobernación el día 18 del mes de abril del año 2008, mediante un decreto presidencial. Anteriormente formaba parte de la Gobernación de Guiza.
Poseía zonas industriales y varias sedes universitarias, como la Universidad de Egipto, y la de educación de ciencia y tecnología, un hospital docente y un grupo de institutos especializados.

## Demografía
Esta gobernación poseía una población de más de 2.500.000 habitantes. La mayoría de los pobladores profesan el islam, mientras que una reducida minoría profesa otros cultos. 